# Samuel Hazai
Samuel svobodný pán Hazai (rodné jméno Samuel Kohn) (26. prosince 1851 Rimavská Sobota – 13. února 1942 Budapešť) byl rakousko-uherský generál židovského původu narozený na Slovensku. Od mládí sloužil v rakousko-uherské armádě, uplatnil se především jako pedagog a vojenský teoretik. V letech 1910–1917 byl uherským ministrem zeměbrany a v roce 1912 získal titul barona. Za první světové války byl pověřen vrchním velením záloh a organizací zásobování, v roce 1917 byl povýšen na generálplukovníka. Po roce 1918 žil v soukromí v Budapešti.

## Životopis

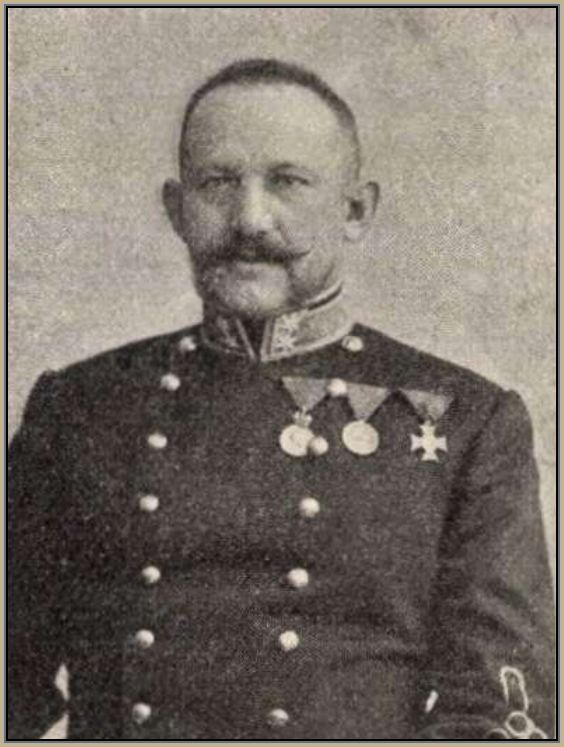
Polní podmaršál Samuel Hazai (1910)

Patřil k židovské komunitě v Rimavské Sobotě, jeho původní příjmení bylo Kohn, byl jedním ze tří synů obchodníka s chlastem Adolfa Kohna. Po konverzi rodiny ke křesťanství přijal jméno Hazai. Studoval nejprve na Maďarské královské vojenské akademii Ludovica, jako kadet vstoupil do armády a v roce 1876 byl povýšen na poručíka. Později si doplnil vzdělání na Válečné škole (K.u.k. Kriegsschule) ve Vídni, kde patřil k nejlepším studentům a v roce 1883 byl v hodnosti nadporučíka zařazen do sboru důstojníků generálního štábu.
Aktivní službou u vojenských jednotek strávil jen krátkou dobu a od roku 1886 působil na uherském ministerstvu zeměbrany. Uplatnil se jako vojenský teoretik a pedagog, byl instruktorem na akademii Ludovica, později vedl také kurzy pro štábní důstojníky. Mezitím postupoval v hodnostech (kapitán 1888, major 1895, podplukovník 1897, plukovník 1900). V letech 1902–1904 byl ředitelem budapešťské vojenské akademie Ludovica, v roce 1904 opustil vojenské školství a stal se sekčním šéfem I. odboru na uherském ministerstvu zeměbrany. Své úsilí zaměřil na zvýšení akceschopnosti uherské zeměbrany, se svými plány ale narážel na odpor Vídně, která v zesílení samostatného uherského vojska spatřovala možnost hrozby maďarských separatistických tendencí. V roce 1907 dosáhl hodnosti generálmajora.
V lednu 1910 byl v Khuen-Héderváryho vládě jmenován ministrem zeměbrany, K datu 15. listopadu 1910 byl zároveň povýšen do hodnosti polního podmaršála Jako člen vlády byl také poslancem uherského zemského sněmu. V uherské vládě se dostával do konfliktu se svými kolegy především v otázce financování armády, měl ale trvalou podporu Istvána Tiszy a později také nového císaře Karla I. V roce 1917 rezignoval na funkci ministra a převzal zodpovědnost za zásobování celé armády, v této souvislosti byl povýšen do druhé nejvyšší hodnosti generálplukovníka (srpen 1917). Po skončení války a rozpadu monarchie byl penzionován (k datu 1. prosince 1918) a od té doby žil zcela v soukromí v Budapešti.
Jeho manželkou byla Mária Juhászová (1866–1945), sestra vlivného politika meziválečné éry v Maďarsku Andora Juhásze (1864–1941). Z manželství se narodily tři děti, starší syn Béla (1893–1918) padl v závěru první světové války.

## Tituly a ocenění
Jako ministr uherské vlády obdržel v roce 1910 titul c. k. tajného rady s nárokem na oslovení Excelence. V roce 1912 získal titul barona platný pro Uherské království. Po úmrtí předchozího ministra uherské zeměbrany Gézy Fejérváryho se v roce 1914 stal čestným majitelem pěšího pluku č. 46. Během své vojenské kariéry se stal nositelem řady vysokých vyznamenání v Rakousku-Uhersku i v zahraničí. V roce 1927 byl jmenován členem Horní sněmovny Maďarského království.

### Rakousko-Uhersko
- Jubilejní pamětní medaile (1898)
- Bronzová vojenská záslužná medaile (1900)
- Služební odznak pro důstojníky III. třídy (1901)
- Řád železné koruny III. třídy (1904)
- rytířský kříž Leopoldova řádu (1908)
- Vojenský jubilejní kříž (1908)
- Služební odznak pro důstojníky II. třídy (1911)
- Řád železné koruny I. třídy (1913)
- Vojenský záslužný kříž III. třídy (1915)
- Vyznamenání za zásluhy o Červený kříž s válečnou dekorací (1915)
- velkokříž Leopoldova řádu (1916)
- Zlatá vojenská záslužná medaile s válečnou dekorací (1916)

### Zahraničí
- velkokříž Vojenského záslužného kříže (1909, Španělsko)
- Řád červené orlice I. třídy (1910, Německo)
- Řád knížete Danila I. I. třídy (1913, Černá Hora)
- Železný kříž II. třídy (1915, Německo)
- Železný kříž I. třídy (1915, Německo)
- velkokříž Řádu württemberské koruny (1916, Württembersko)
- velkokříž Řádu Albrechtova (1916, Sasko)
- Řád Medžidie I. třídy (1917, Osmanská říše)